# Georg Holmsten

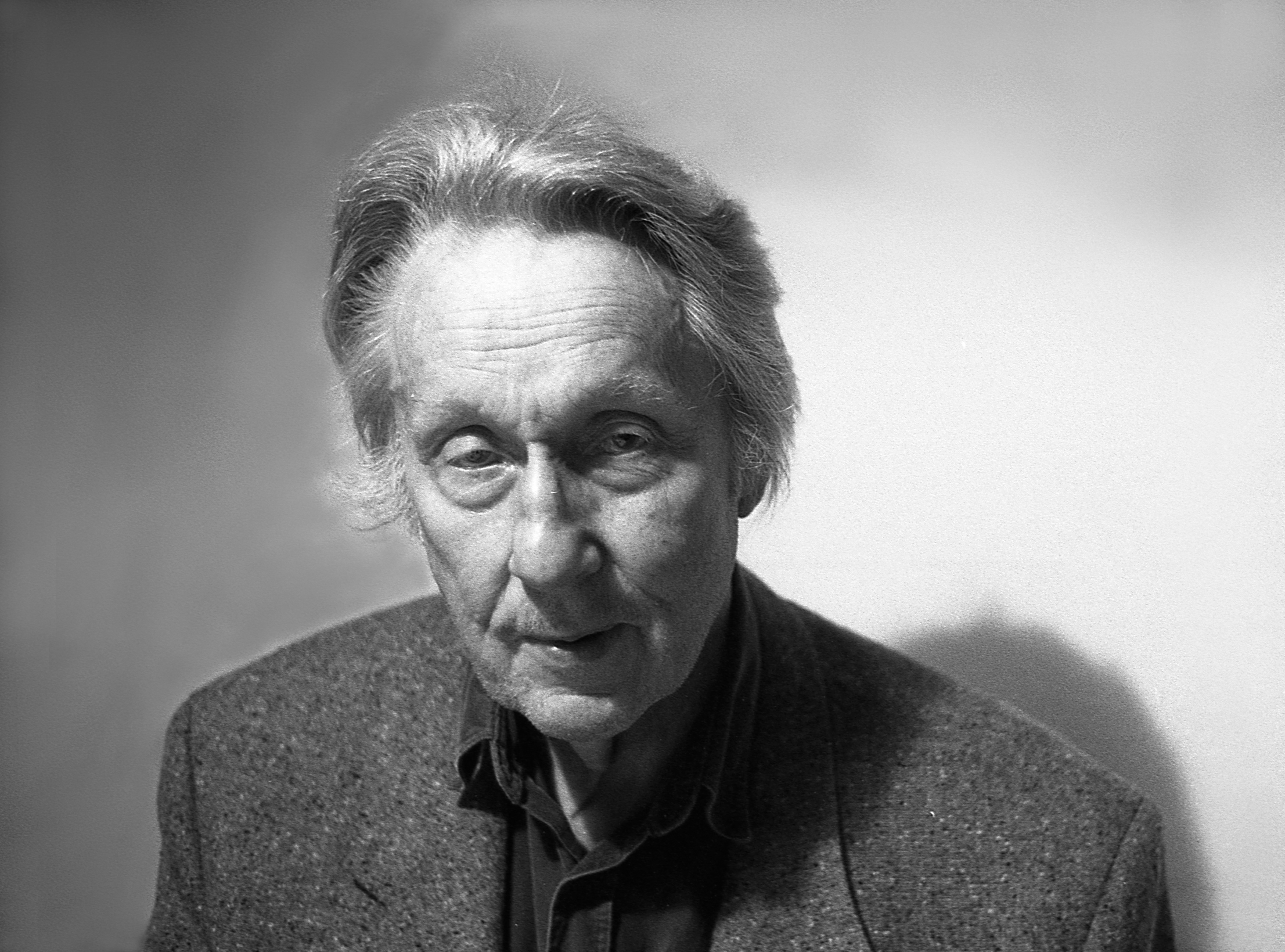
Georg Holmsten (1992)

Georg Holmsten (* 4. August 1913 in Riga; † 21. Juli 2010 in Berlin) war ein deutscher Schriftsteller und Historiker.

## Leben
Georg Holmsten wuchs zuerst im Baltikum auf. 1922 zog die Familie nach Berlin, wo er 1933 das Abitur machte und anschließend Literaturwissenschaft und Geschichte an der damaligen Friedrich-Wilhelms-Universität studierte. 1935 brach er sein Studium aufgrund seiner oppositionellen Haltung gegen das NS-Regime ab und wurde freier Journalist, zuerst bei der US-amerikanischen Nachrichtenagentur United Press, ab 1939 als Redakteur und Chef vom Dienst der Auslandsredaktion des Deutschen Nachrichtenbüros.
Am 1. Juli 1942 wurde er zur Wehrmacht eingezogen. Seit Februar 1943 diente er als Nachrichtenoffizier in der Amtsgruppe Ausland im Amt Ausland/Abwehr unter Admiral Canaris. In dieser Eigenschaft hat er auch in der Verschwörung vom 20. Juli 1944 eine Rolle gespielt. Im Falle eines erfolgreichen Staatsstreiches war er für die Leitung des Deutschen Nachrichtenbüros bestimmt.
Nach Kriegsende wurde Holmsten freier Autor und Journalist und veröffentlichte etwa dreißig Bücher. Er lebte in Berlin und war mit der Lyrikerin Aldona Gustas verheiratet.

## Werk
Georg Holmsten ist gleichermaßen mit belletristischen und mit wissenschaftlichen Veröffentlichungen hervorgetreten. Er schrieb historische Romane und ebenso historische Monographien. Bekanntheit erlangte er auch durch mehrere für die Reihe rororo verfasste Biographien. Für sechs der ab 1967 erschienenen Baedeker-Bändchen, die den West-Berliner Bezirken gewidmet waren, schrieb er die Texte. Sein Schwerpunkt als Romancier liegt auf Persönlichkeiten des ancien régime, als Historiker auf dem 18. Jahrhundert und auf Deutschland im Zweiten Weltkrieg.

## Amt und Würden
Holmsten wurde 1981 mit dem Bundesverdienstkreuz I. Klasse ausgezeichnet. Er war Mitglied im Verband Deutscher Schriftsteller (VS) in ver.di.

## Veröffentlichungen
- Berliner Miniaturen: Großstadtmelodie. Mit Zeichnungen von Ilse Theuer. DBV, Berlin 1946.
- Elisabeth von Österreich. Unter ausführlicher Würdigung der Mayerling-Affäre nach zeitgenössischen Quellenwerken. DBV, Berlin/Düsseldorf 1951.
- Lucrezia Borgia. Leidenschaft und Verbrechen der Borgia-Dynastie. DBV, Berlin/Düsseldorf 1951.
- Friedrich II. Rowohlt, Reinbek 1969.
- Brückenkopf.Eduard Kaiser, Klagenfurt 1971.
- Voltaire. Rowohlt, Reinbek 1971.
- Jean-Jacques Rousseau. Rowohlt, Reinbek 1972, ISBN 3-499-50191-0.
- Freiherr vom Stein. Rowohlt, Reinbek 1975.
- Baedeker-Stadtführer (6 Westberliner Bezirke). Karl Baedeker Verlag, Freiburg 1975–1980.[3]
- Kriegsalltag 1939–1945 in Deutschland.Droste, Düsseldorf 1982.
- Die Berlin-Chronik. Droste, Düsseldorf 1984.
- Als keiner wusste, ob er überlebt. Zwischen den Sommern 1944/45. Droste, Düsseldorf 1995, ISBN 3-7700-1042-6.
- 20. Juli 1944. Personen und Aktionen. Gedenkstätte deutscher Widerstand, Berlin 2001.